# Handysize
Em arquitetura naval, a handysize constitui uma classe de navios graneleiros, com uma gama de portes brutos situados entre as 15 000 e as 60 000 toneladas. Ocasionalmente, o termo é usado, em sentido restrito, apenas para designar os graneleiros com portes brutos entre as 15 000 e as 35 000 toneladas.
O padrão handysize não se refere a um limite para a utilização de determinada rota de navegação, como os padrões panamax e  suezmax. É sim, utilizado como termo comercial, referindo-se exclusivamente à capacidade de transporte de carga de um navio.
Quando o termo é utilizado em sentido lato, a classe handysize divide-se nas subclasses supramax, handymax e handy.

## Classe

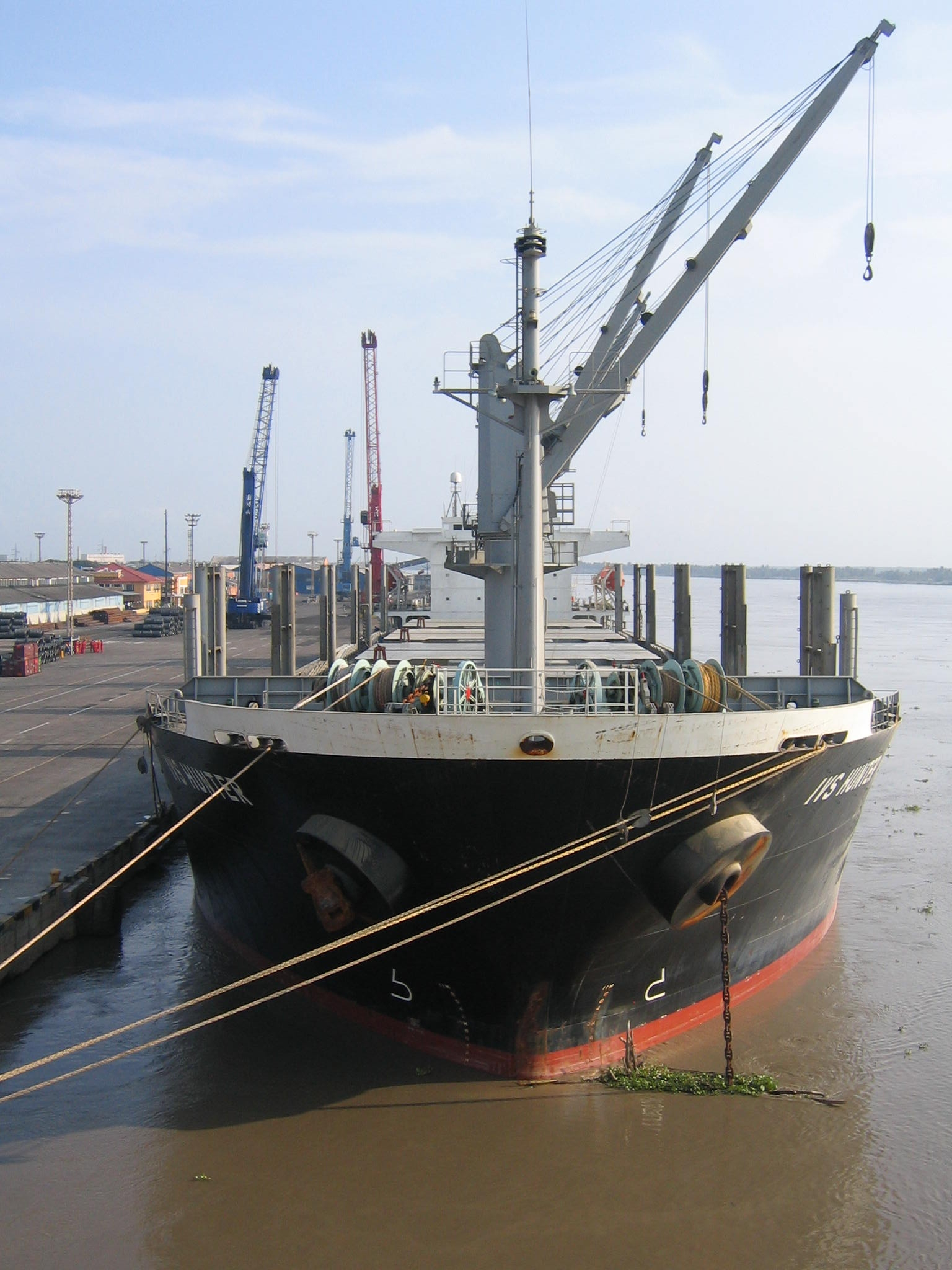
IVS Hunter, graneleiro handysize de 20 000 toneladas.

Apesar de não existir uma definição oficial em termos de porte exato, a designação "handysize" refere-se, em sentido lato, a um graneleiro com entre 15 000 e 60 000 toneladas de porte bruto. Nesta acepção do termo, a classe handysize é dividida nas subclasses supramax, handymax e handy.
No entanto, o termo "handysize" é frequentemente usado em sentido restrito, para designar uma classe de navios de porte inferior ao de handymax, ou seja com menos de 35 000 toneladas de porte bruto. Neste caso, considera-se as supramax e handymax como classes próprias e não como subclasses da classe handysize.
O padrão handysize é - em termos numéricos - o tamanho mais comum de graneleiros, com mais de 2000 navios em serviço, correspondendo a um total de 43 milhões de toneladas de porte bruto. Os navios handysize são bastante flexíveis, uma vez que o seu tamanho lhes permite ser recebidos nos portos mais pequenos. Além disso, estão equipados com as suas próprias gruas e paus de carga, o que lhes permite carregar e descarregar em instalações portuárias que não disponham de sistemas de movimentação de cargas. Comparados com graneleiros de maior porte, os handysizes podem transportar uma maior variedade de tipos de carga. Estes incluem produtos em aço, minérios, cereais, fosfatos, cimentos, toros de madeira e outros tipos dentro da chamada "carga geral".
Hoje em dia, a maioria dos graneleiros handysize são fabricados em estaleiros navais do Japão, Coreia do Sul, China, Vietname, Filipinas e Índia, apesar de diversos outros países também disporem da capacidade para os construir. O mais comum padrão para handysize seguido atualmente pela indústria de construção naval inclui como especificações cerca de 32 000 toneladas de porte bruto, um comprimento médio de 175 metros, um calado de cerca de 10 metros em deslocamento de verão, cinco porões de carga com tampas de escotilha operadas hidraulicamente e quatro paus de carga, cada qual capaz de mover 30 toneladas de carga. Alguns handysizes dispõe de suportes para o transporte de pilhas de toros no convés, sendo referidos como "handy loggers". 
Apesar da quantidade de novas encomendas, os navios da classe handysize têm a média de idades mais elevada dentro dos principais grupos de navios graneleiros.

## Subclasses
Na acepção lata to termo, a handysize é uma classe que inclui os graneleiros com entre 15 000 e 60 000 toneladas de porte bruto, sendo dividida em três subclasses de navios:
- Supramax - porte bruto situado entre as 50 000 e as 60 000 toneladas;
- Handymax - porte bruto situado entre as 40 000 e as 50 000 toneladas;
- Handy - porte bruto situado entre as 15 000 e as 40 000 toneladas.

Os graneleiros com um porte bruto superior são classificados como "mineraleiros muito grandes" (VLOC, very large ore carrier) ou como "chinamax".